# Saint-Jean-de-Laur
Saint-Jean-de-Laur là một xã thuộc tỉnh Lot tây nam Pháp. Xã có diện tích 21,57 kilômét vuông, dân số theo điều tra năm 1999 là 177 người. Khu vực này có độ cao trung bình 350 mét trên mực nước biển.